# Port Washington (condado de Ozaukee, Wisconsin)
Port Washington es un pueblo ubicado en el condado de Ozaukee en el estado estadounidense de Wisconsin. En el Censo de 2010 tenía una población de 1.643 habitantes y una densidad poblacional de 33,16 personas por km².

## Geografía
Port Washington se encuentra ubicado en las coordenadas 43°26′30″N 87°52′57″O / 43.44167, -87.88250. Según la Oficina del Censo de los Estados Unidos, Port Washington tiene una superficie total de 49.55 km², de la cual 46.2 km² corresponden a tierra firme y (6.76%) 3.35 km² es agua.

## Demografía
Según el censo de 2010, había 1.643 personas residiendo en Port Washington. La densidad de población era de 33,16 hab./km². De los 1.643 habitantes, Port Washington estaba compuesto por el 96.71% blancos, el 0.18% eran afroamericanos, el 0.55% eran amerindios, el 0.91% eran asiáticos, el 0% eran isleños del Pacífico, el 0.61% eran de otras razas y el 1.03% pertenecían a dos o más razas. Del total de la población el 1.4% eran hispanos o latinos de cualquier raza.